# Marija Łukszyna
Marija Dmitrijewa Łukszyna z d. Cylicyna (ros. Мария Дмитриевна Лукшина z d. Цицилина, ur. 7 kwietnia 1932 we wsi Nowaja Usmań, zm. 17 kwietnia 2014 w Woroneżu) – radziecka kolarka szosowa, brązowa medalistka mistrzostw świata.

## Kariera
Największy sukces w karierze Marija Łukszyna osiągnęła w 1958 roku, kiedy na mistrzostwach świata w Reims zdobyła brązowy medal w wyścigu ze startu wspólnego. W zawodach tych wyprzedziła ją jedynie Elsy Jacobs z Luksemburga oraz inna reprezentantka ZSRR - Tamara Nowikowa. Był to jedyny medal wywalczony przez Łukszyną na międzynarodowej imprezie tej rangi. Najbliżej kolejnego medalu była podczas mistrzostw świata w Bernie w 1961 roku, gdzie była piąta. W tej samej konkurenci była też między innymi szósta na mistrzostwach świata w Zandvoort w 1959 roku. Wielokrotnie zdobywała medale mistrzostw ZSRR, w tym 24 razy zwyciężała. Nigdy nie wystartowała na igrzyskach olimpijskich (kobiety zaczęły rywalizację olimpijską w kolarstwie w 1984 roku).